# بسمونت
بسمونت (به فرانسوی: Besmont) یک کمون در فرانسه است که در ان (ا-دو-فرانس) واقع شده‌است. بسمونت ۱۵٫۸۶ کیلومتر مربع مساحت دارد ۲۰۲ متر بالاتر از سطح دریا واقع شده‌است.